# Stati centrali del sud-ovest
Stati centrali del sud-ovest (o, più semplicemente, Centro sud-ovest) è una regione censuaria degli Stati Uniti d'America. Insieme a Atlantico meridionale e Centro sud-est forma gli Stati Uniti meridionali.

## Composizione
Secondo lo United States Census Bureau, gli Stati del Centro sud-ovest sono:
- Arkansas
- Louisiana
- Oklahoma
- Texas